# 770 Eastern Parkway
Le 770 Eastern Parkway  (yiddish : 770 איסטערן פארקוויי), que les adhérents du mouvement Haba"d désignent par son seul numéro, est l’adresse du quartier général de cette mouvance. Situé dans le quartier de Crown Heights, dans le centre de l’arrondissement de Brooklyn, à New York. Le bâtiment, dans lequel le rabbin Yossef Yitzchok Schneersohn et son successeur Menachem Mendel Schneerson avaient élu domicile, a acquis depuis un statut iconique pour leurs disciples.
Une synagogue est installée dans ses sous-sols.